# Pierre-Sébastien Laurentie

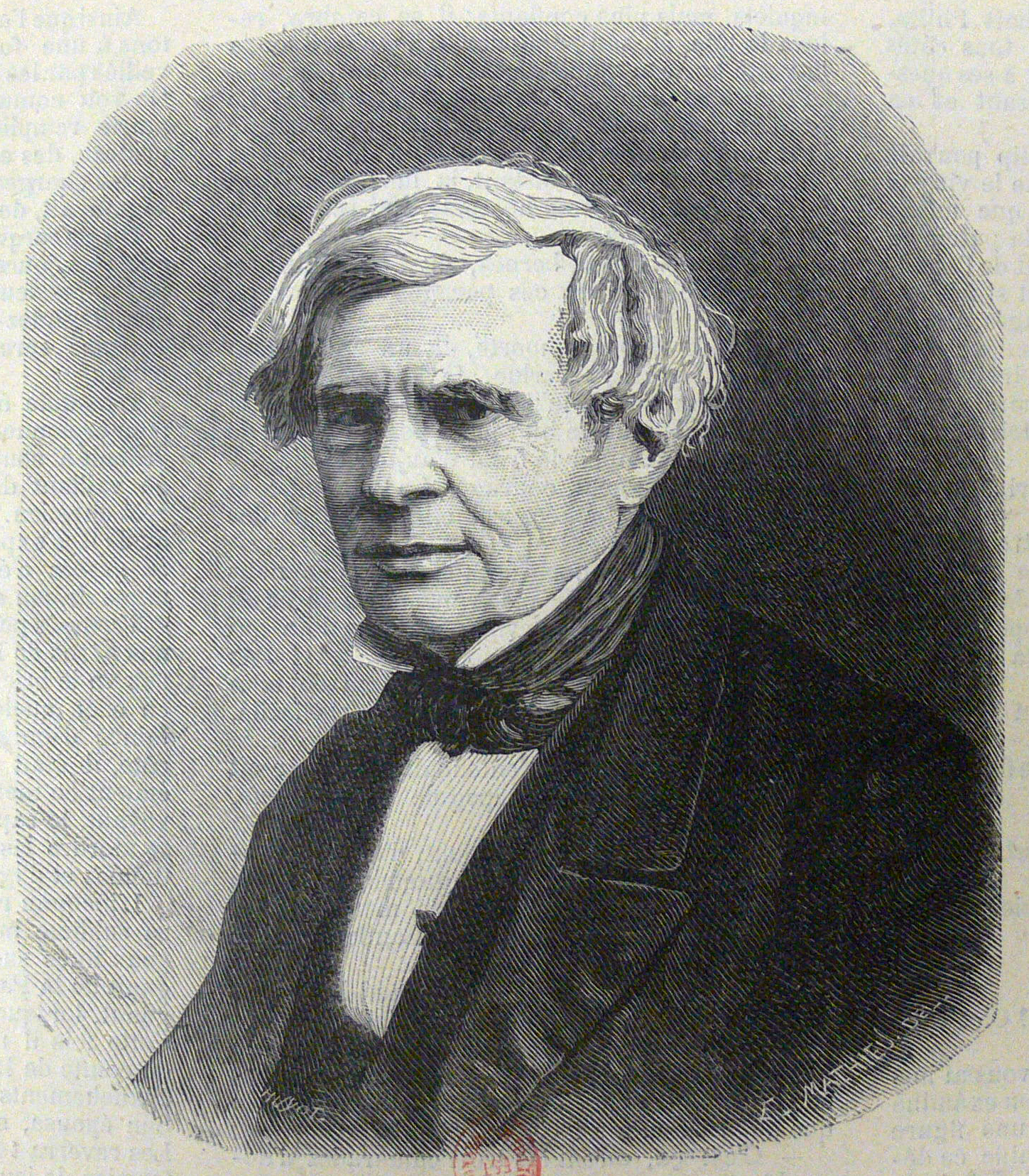
Pierre-Sébastien Laurentie

Pierre-Sébastien Laurentie (* 21. Januar 1793 in Le Houga, Département Gers; † 9. Februar 1876 in Paris) war ein französischer Historiker und Publizist.
Nach seinem Studium bekam Laurentie eine Anstellung als Lehrer am Collège in Saint-Sever; später wechselte er in gleicher Position an das Collège Stanislas nach Paris.
1818 berief man Laurentie zum Repetenten für den historischen Kursus an der École polytechnique und fünf Jahre später wurde er zum Generalinspektor des öffentlichen Unterrichtswesens befördert. Als solcher galt er als einer der bedeutendsten Verteidiger der katholisch-monarchischen Weltanschauung.
Laurentie fungierte viele Jahre als Chefredakteur der Zeitschrift Quotidienne. Später leitete er zusammen mit F.-P. Lubis die Zeitschrift l’Union (vor 1848 L’Union monarchique), in dessen Leitartikeln er Gedankentiefe mit geschmackvoller Darstellung verband.

## Werke
- Introduction à la philosophie, ou traité de l’origine et de la certitude des connaissances humaines. Paris 1829.
- Histoire des ducs d’Orléans. 1832–34 (4 Bde.)
- Theorie catholique des sciences. 4. Aufl. 1846.
- Histoire de France. 4. Aufl. 1873 (8 Bde.).
- Liberté d’enseignement. 1844–45 (2 Bde.).
- Histoire de l’empire romain. 1862 (4 Bde.).
- Les rois et le pape. 1860.
- Rome et le pape. 2. Aufl. 1860.
- Rome. 1861.
- Le livre de M. Renan sur „la vie de Jésus“. 1863.
- Mélanges. Religion, philosophie, morale, etc. 1866 (2 Bde., Sammlung kleinerer Aufsätze).